# Poblado íbero de Castell
El Poblado ibérico de Castell es un asentamiento íbero que se encuentra en un extremo de la playa de Castell, unos 6,5 km al este del municipio español de Palamós (Gerona).
Se trata de un yacimiento arqueológico que estuvo habitado por los indigetes entre el siglo VI a. C. y el siglo I d. C., ya en época romana. Durante los siglos IV y III a. C. tuvo su máximo esplendor.
El poblado se encuentra en un pequeño promontorio de 35 m de altitud que se adentra en el mar. Su situación es inmejorable para el control visual tanto de la costa como de las zonas interiores. Y a la vez, es de fácil defensa porque el único acceso es a través de un pequeño istmo que conecta esta península con tierra firme.

## Historia

### Primera ocupación
La primera ocupación del lugar data del siglo VI a. C., cuando una comunidad indígena de la Primera Edad del Hierro construyó un poblado formado por un pequeño grupo de cabañas de estructura de madera. El territorio del Ampurdán estaba ocupado por íberos que pertenecían a la tribu de los indigetes. Desde sus poblados explotaban los recursos agrícolas y ganaderos de territorio cercano. Después, probablemente, se abandonó temporalmente el lugar y se volvió a ocupar a mediados del siglo V a. C.

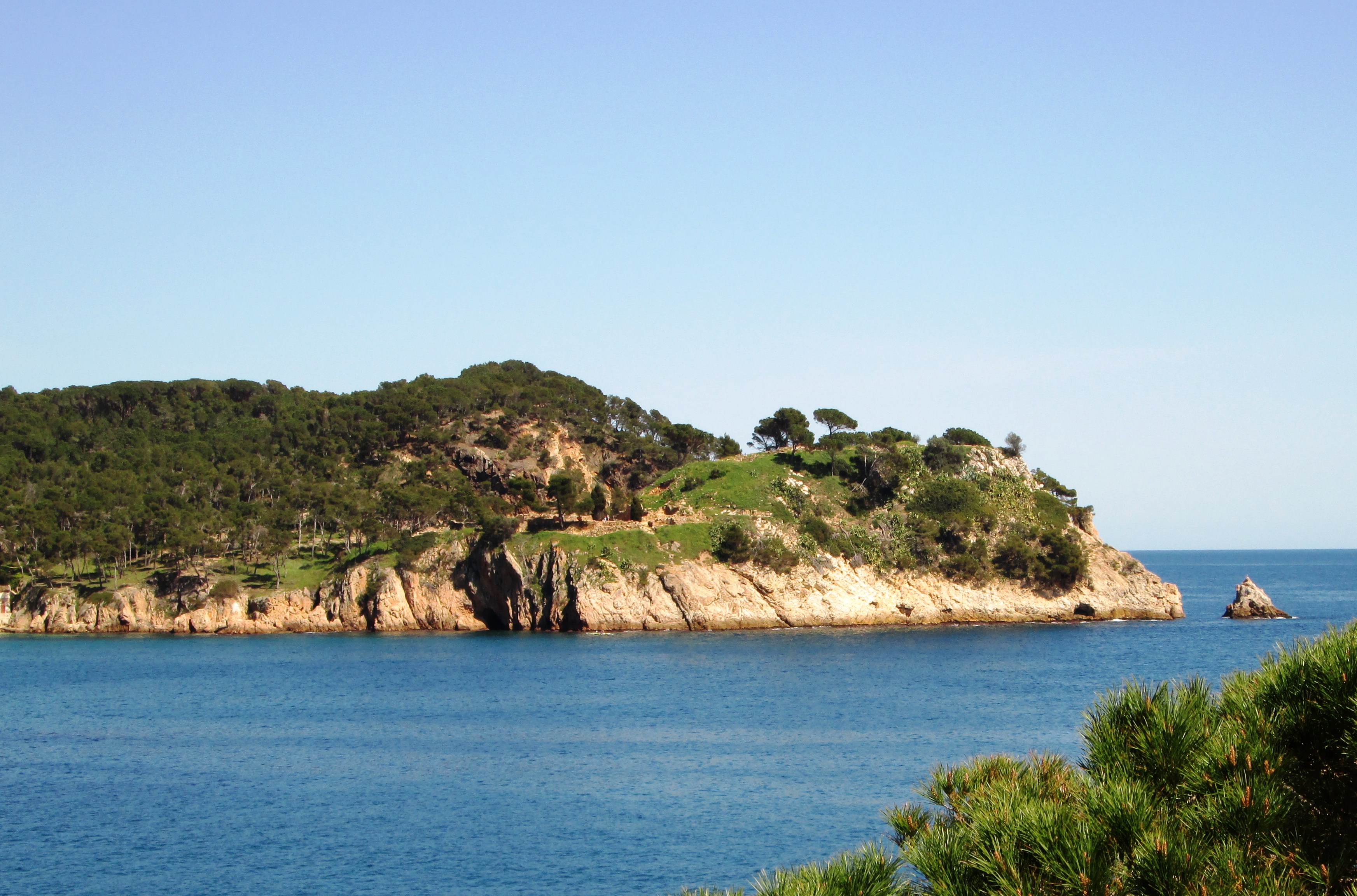
Emplazamiento del poblado ibérico de Castell en el promontorio existente al extremo oriental de la playa de Castell, término municipal de Palamós (Gerona)

### Primera etapa
La fundación de la ciudad griega de Emporion (Ampurias), hacia el año 580 a. C., dinamizó el comercio en la zona y se convirtió en uno de los ejes de la economía del poblado de Castell, que también experimentó un crecimiento demográfico. El asentamiento se fortificó por el lado de más fácil acceso a la península, el istmo. A partir de entonces tuvo lugar la primera urbanización del poblado fortificado, que se centró en la parte más alta del promontorio (finales del siglo V a. C. y finales del siglo II a. C.). Así Castell pasó del primitivismo de la cabaña al urbanismo del poblado.
En este nuevo poblado fortificado fue necesario iniciar una importante obra de ingeniería para poder ir ganando espacio a las pendientes del promontorio. Se construyeron muros de contención con sillares de granito para contener las contener el terreno y crear terrazas en las laderas oriental y occidental. Adosadas a estos muros se construirían las casas y las calles. Actualmente estas terrazas sólo son apreciables la ladera oriental (cala Foradada). En la ladera occidental (cala de Castell), se habrían producido ya en época antigua los primeros desprendimientos hacia el mar como consecuencia de las fracturas naturales de la roca.
En esta parte alta del poblado se conservan dos cisternas excavadas en la roca, a diferente nivel y conectadas. También existen los vestigios de un templo que podría tener su origen en la sacralización de los puntos de referencia de la costa que se utilizan en la navegación de cabotaje, habitual en el mundo clásico.

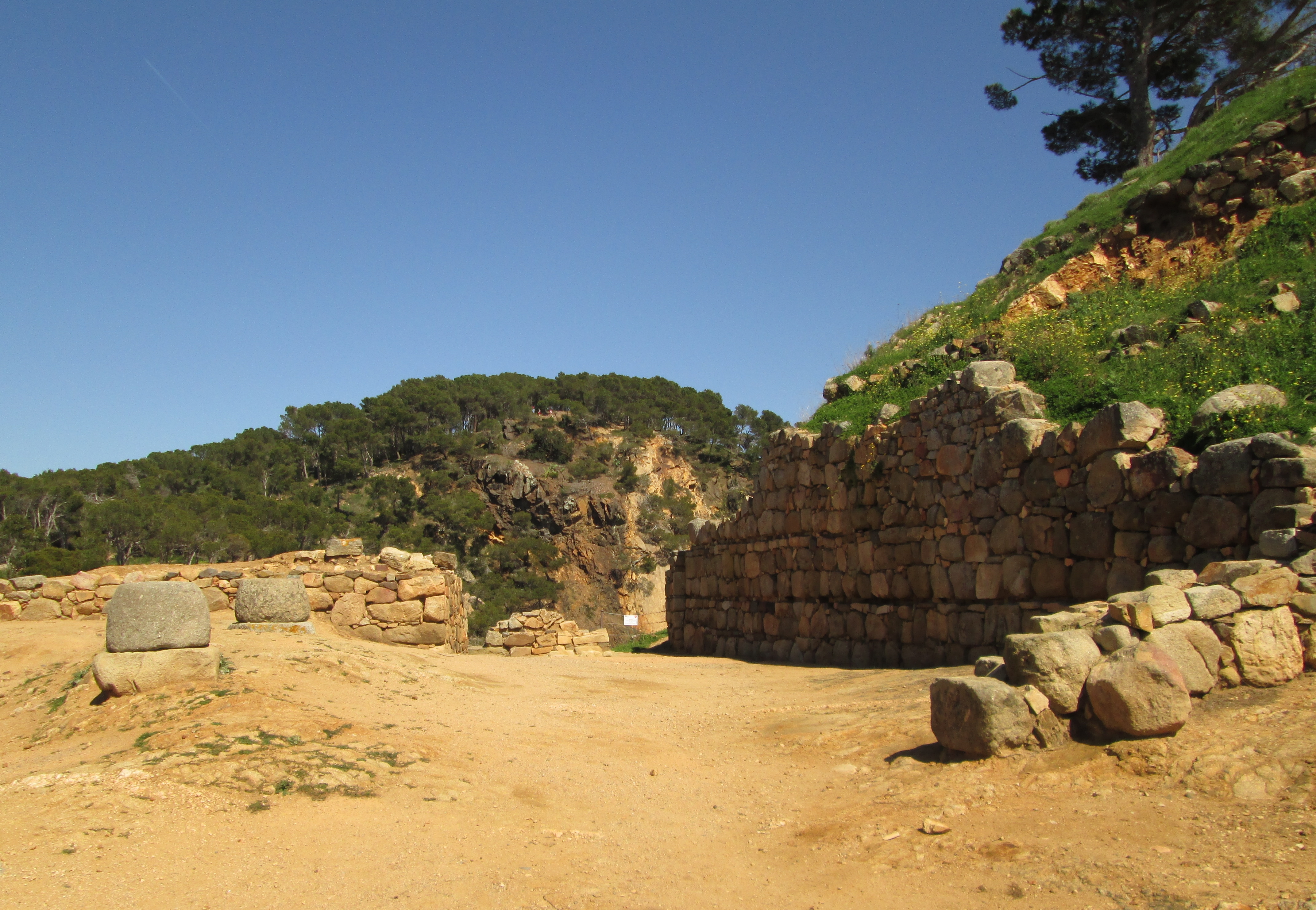
Antigua muralla del poblado incorporada a la plaza en la reforma del que pasó a ejercer una función de muro de aterrazamiento.

Fuera de las murallas, a una cota más baja (20 m) se construyó un campo de silos para almacenar cereales. Este espacio se suele denominar “Plaza de los Silos”. En la zona de la cala Foradada se modificó un espigón natural para adecuar un pequeño puerto por el que se producía el tránsito de las mercancías.

### Segunda etapa
Con la llegada de los romanos a Ampurias, en el año 218 a. C., el poblado tuvo una evolución diferente a la mayoría de poblados ibéricos de la zona, que fueron abandonados. Castell, gracias a su importancia estratégica, vivió una importante reforma urbanística y la construcción de un nuevo sistema defensivo.
El poblado se amplió hacia el norte y se construyeron dos torres de defensa que flanqueaban una entrada en forma de L. Esta entrada daba paso a una plaza porticada, de unos 300 m² de superficie, con locales comerciales. Se trataba de la ya descrita plaza de los Silos, que fueron enterrados y en la que también se derribó algún edificio que quedaba fuera del recinto amurallado.  En este espacio se conservan actualmente seis grandes bases de columna troncocónicas, apoyadas a su vez sobre bases de piedra cuadrangular, que debieron sostener unas columnas de madera y la cubierta.

### Últimas reformas y abandono
Durante la romanización el poblado continuó existiendo. Hacia el siglo II antes de Cristo experimentó un nuevo esplendor y crecimiento. Se reurbanizó la plaza para bloquear el acceso a las terrazas de la ladera occidental por su desprendimiento hacia el mar; se reconstruyeron algunas de las casas ibéricas y se hicieron casas nuevas, documentándose una ampliación fuera de la muralla, más allá del istmo de la península. Las últimas reformas tuvieron lugar en tiempos del emperador Augusto (siglos II-I a. C.).
El deterioro de las estructuras del poblado y la instauración definitiva de la Pax Romana hizo que Castell dejase de ser necesario desde el punto de vista estratégico, lo que provocó su abandono progresivo en el siglo I d. C. Los últimos habitantes e trasladaron en la zona llana, en villas dedicadas a la explotación agrícola siguiendo el modelo romano.

## Campañas arqueológicas
El yacimiento arqueológico de Castell fue descubierto en el año 1935 por Lluís Barceló i Bou, conservador del Museo Cau de la Costa Brava. Realizó las primeras excavaciones entre 1935 y 1936, previa autorización del propietario de los terrenos, el pintor José M. Sert.
Las siguientes excavaciones se llevaron a cabo entre los años 1943 y 1949 por los arqueólogos Miquel Oliva y Francesc Riuró, financiadas por el nuevo propietario del paraje, Albert Puig Palau.
El yacimiento quedó abandonado hasta 1980, año en el que se llevaron a cabo actuaciones de limpieza de vegetación y acondicionamiento de las ruinas.
En las excavaciones se han encontrado diversos materiales arqueológicos. En las cerámicas destacan la ibérica con pintura blanca y elaborada en Ullastret; cerámica ática llegada de Ampúrias; cerámica gris emporitana; cerámica romana campaniense y cerámica sigillata (procedente del sur de Galia). Las ánforas más típicas de Castell son las ibéricas de boca plana para almacenar cereales. También se han descubierto numerosos restos de herramientas para la agricultura y monedas de tres tipos: emporitana, púnica o cartaginesa y romana.

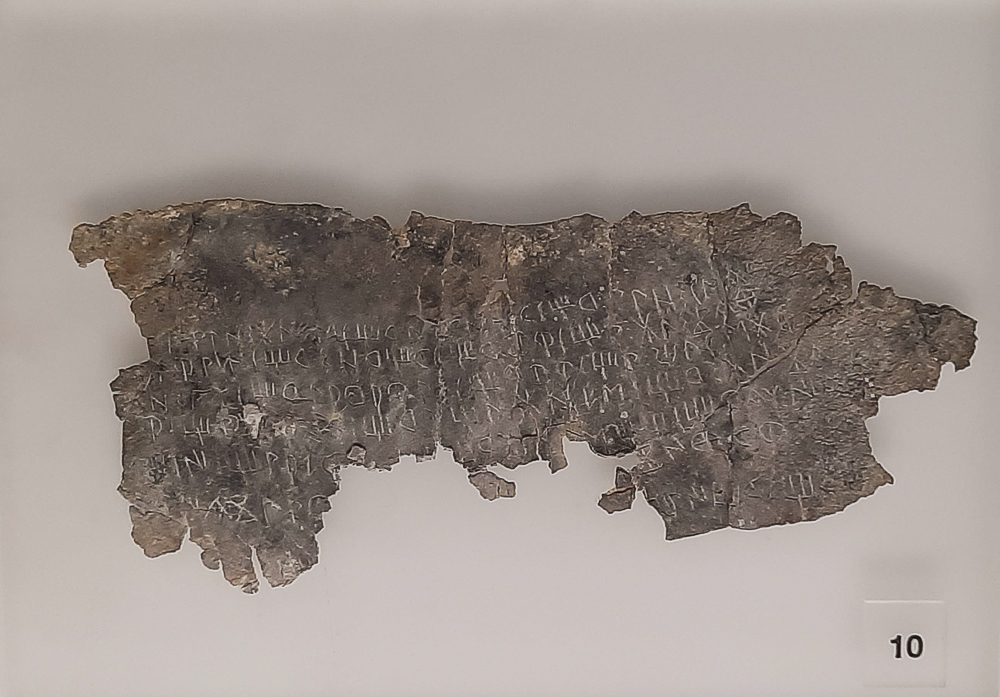
Inscripción el lengua ibérica sobre lámina de plomo encontrada en las excavaciones arqueológicas de Castell y que se conserva en la sede de Gerona del Museo de Arqueología de Cataluña

Quizás el material más importante descubierto en Castell sea un registro de la escritura ibérica consistente en una inscripción sobre una lámina de plomo cuyo texto es de los más extensos que se han encontrado hasta ahora en Cataluña
En el año 1996 fue declarado Bien Cultural de Interés Nacional por la Generalidad de Cataluña.
En la actualidad se conservan en buen estado gran parte de las estructuras arquitectónicas del poblado ibérico, lo que ha permitido reconstruir su planta. Se conservan prácticamente íntegras todas las estructuras esenciales de este tipo de yacimientos: muralla, habitaciones, calles que organizaban la trama urbana y las estructuras para almacenar agua (cisternas) y cereales (silos).
La antigüedad de las estructuras defensivas, la personalidad de su producción cerámica y la antigüedad del gran edificio situado en la acrópolis, indica que este fue el segundo poblado indigete más importante de Cataluña después de Ullastret.